# Luis Bermúdez de Castro y Tomás
Luis Bermúdez de Castro y Tomás   (Madrid, 19 d'octubre de 1864 - Madrid, 19 de maig de 1957) fou un militar i historiador militar espanyol.

## Biografia
Era germà del també militar Cristino Bermúdez de Castro. Va graduar-se com a alferes a l'Acadèmia General Militar i va lluitar a la Guerra de Cuba i posteriorment a la Guerra del Rif.
El 15 de setembre de 1923, durant el Directori militar de Primo de Rivera fou nomenat subsecretari del Ministeri de la Guerra amb atribucions de ministre, càrrec que va ocupar fins al 4 de juliol de 1924. Quan deixà el càrrec tou nomenat Comandant General de Ceuta i durant la Segona República Espanyola fou governador militar de diverses províncies.
Quan es produí el cop d'estat del 18 de juliol de 1936 es va posar de part del bàndol revoltat, raó per la qual dos dels seus fills, capitans de l'exèrcit, foren morts per les tropes lleials a la República. En acabar la guerra fou nomenat director del Museu de l'Exèrcit i posteriorment president del patronat de les ruïnes de l'Alcàsser de Toledo.

## Obres
- Arte de buen mandar español
- La infantería en campaña
- Boves o el león de los Llanos
- Generales románticos
- Condecoraciones españolas